# Madras Crocodile Bank Trust

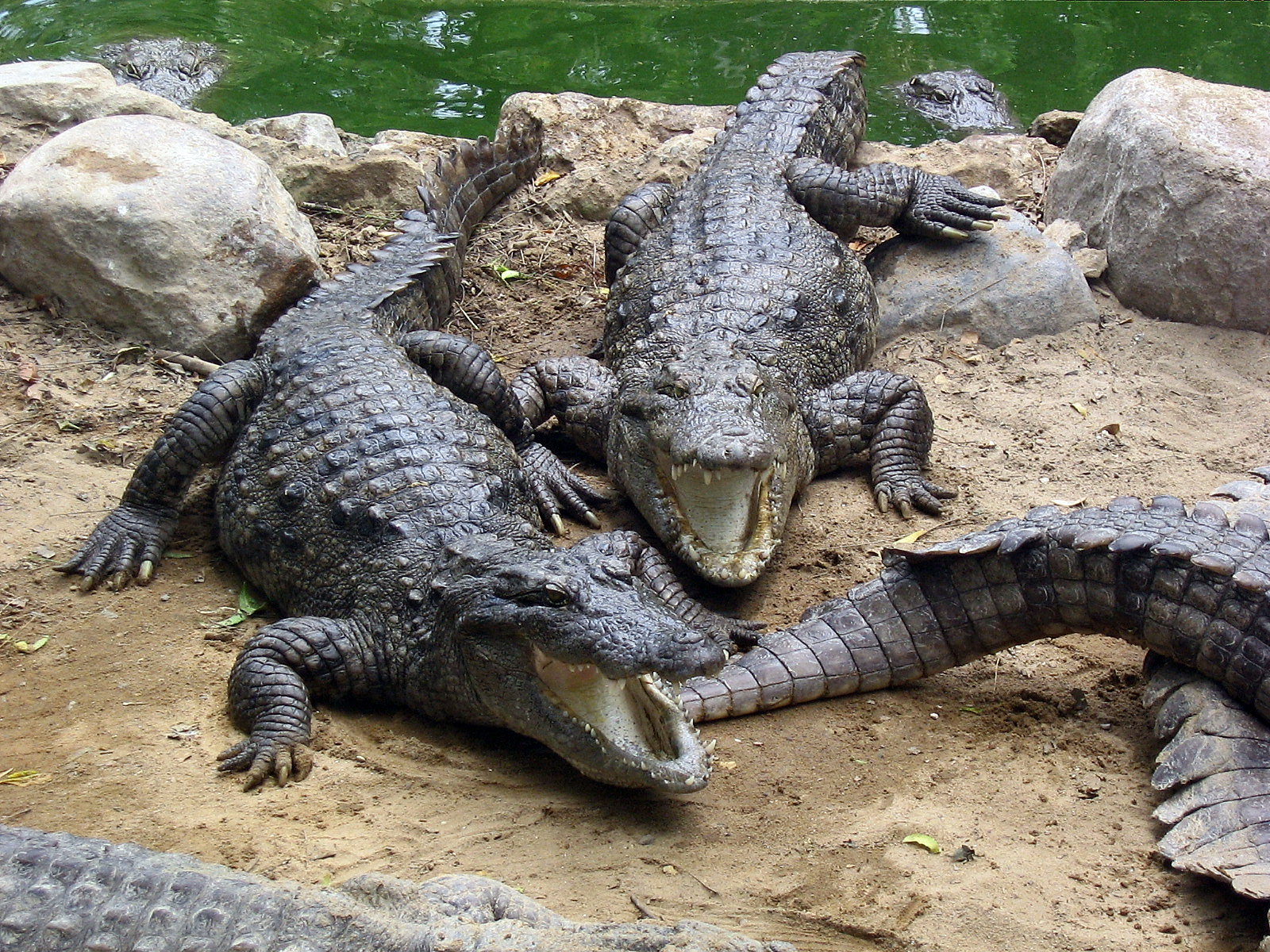
Crocodylus palustris

Madras Crocodile Bank Trust o CrocBank es un zoológico situado al norte de Mahabalipuram, India. Fue fundado en 1976 por Romulus Whitaker y otras personas con el objetivo de proteger a los cocodrilos.
El CrocBank se encuentra a 40 km al sur de la ciudad de Madras, ocupando 3,2 hectáreas de la costa este de la carretera con el golfo de Bengala como telón de fondo.
El acuífero de alta en la costa de arena proporciona suficiente abastecimiento de agua y la proximidad a los grandes templos antiguos y el complejo turístico de Mahabalipuram garantiza visitas anuales.

## Actividades
Inicialmente se estableció para la conservación y estudio de tres cocodrilos indios en peligro de extinción Crocodylus palustris, Gavialis gangeticus y Crocodylus porosus. Ya ha criado más de 5000 Crocodylus palustris y tiene más de 2400 individuos de otras 14 especies.
En 1987 el CrocBank desarrolló un enfoque más amplio y se convirtió en el centro de Herpetología, la primera institución de India de herpetofauna de conservación, investigación y educación. Actualmente además de cocodrilos mantiene otras especies en peligro de extinción: 12 especies de tortugas terrestres y galápagos, 5 especies de serpientes, entre ellas la cobra real, una especie de varano (Varanus salvator), y 2 especies de pitones y cobras albinas.